# 山居吟
《山居吟》，古琴曲，據傳為琴家毛仲翁所作。初見於《神奇秘譜》上卷〈太古神品〉，共收錄於超過四十個琴譜中。

## 曲意
《神奇秘谱》题解：“臞仙曰，是曲者，宋毛仲翁所作，其趣也，巢雪松於丘壑之士，澹然與世兩忘，不牽塵網，乃以大山爲屛，淸流爲帶，天地爲之廬，草木爲之衣，枕流漱石，徜徉其間。至若山月江風之趣，鳥啼花落之音，此皆取之無禁，用之無竭者也。所謂樂夫天命者，以有也夫。又付甘老泉石之心，尤得之矣。”
《重修真傳琴譜》中也有记载，其原文解题说：“此毛仲翁所作也。見其與世兩忘不牽塵網。乃以太山爲屛。淸流爲帶。天地爲之廬。草木爲之衣。枕流漱石。徜徉其間。真乃謂樂天知命者矣。”

## 段落
《神奇秘谱》原载共三段，《重修真傳琴譜》原载爲四段，其段标题爲：

一、伴泉石

二、廬天地

三、臥煙霞

四、友風月

## 版本
- 《蕉庵琴譜》，此版本為廣陵琴派重要曲目，有劉少椿、梅曰強、楊春薇、楊秋悅等人的錄音。[4][5][6]
- 《五知齋琴譜》，龔一打譜。[7]
- 《神奇秘譜》，吳文光打譜。[8]